# Hetman-Museum
Koordinaten: 50° 28′ 2″ N, 30° 31′ 14″ O
Das Hetman-Museum (ukrainisch Музей гетьманства; Musej hetmanstwa) in der ukrainischen Hauptstadt Kiew ist ein Museum, in dem die Geschichte der ukrainischen Befreiungs- und Widerstandsbewegung vom Beginn des Kosakentums Ende des 15. Jahrhunderts bis zum letzten Hetman von 1918 in über 6000 Exponaten dargestellt wird.
Das Hetman-Museum ist eine nationale Kultur-, Bildungs- und Forschungseinrichtung der Ukraine und wurde am 11. März 1993 aufgrund eines Dekrets des Präsidenten der Ukraine in Kiew gegründet. Es ist von Samstag bis Donnerstag von 10 bis 17 Uhr geöffnet.

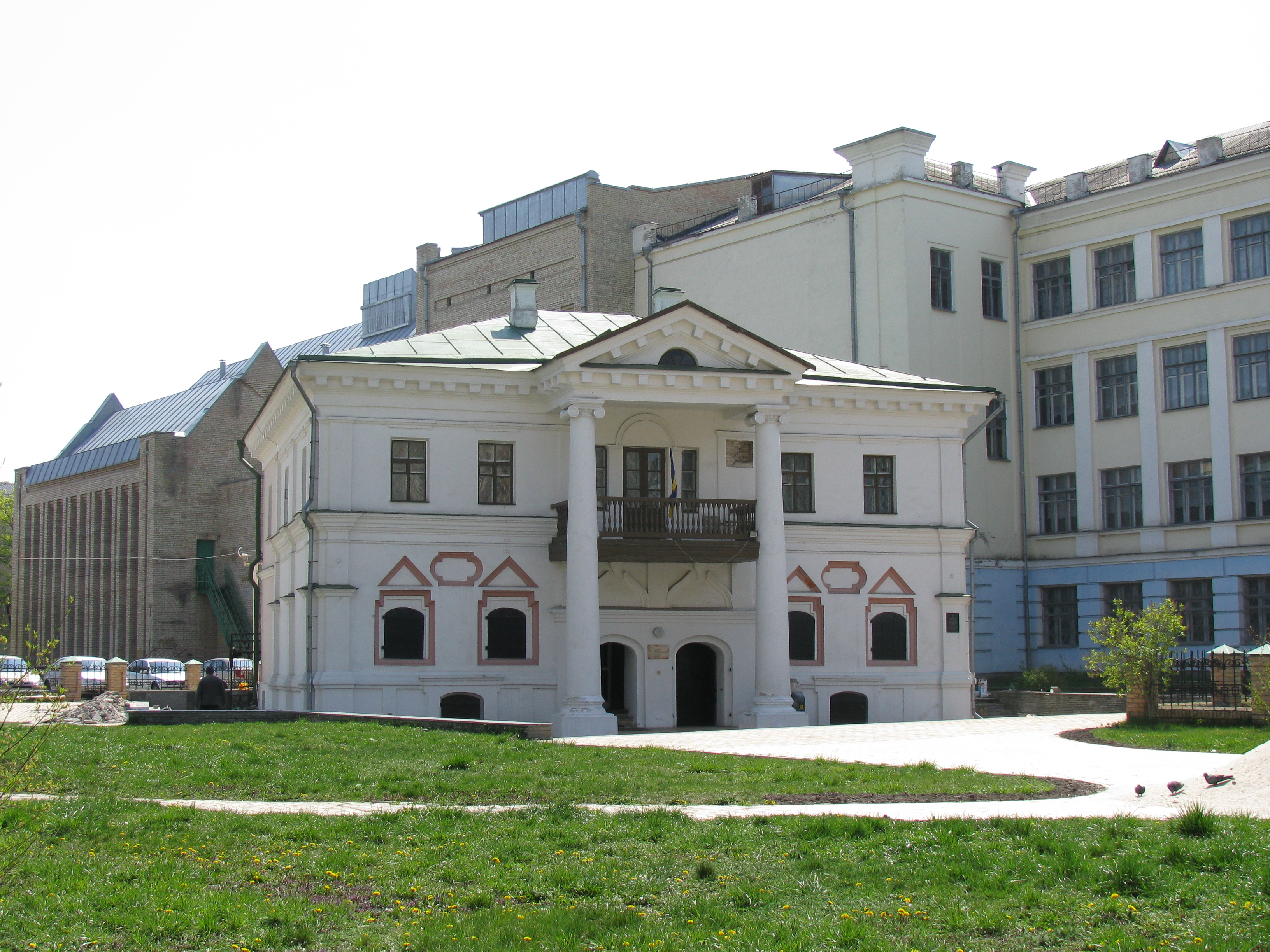
Haus Masepa in Podil

## Haus Masepa
Das Museum befindet sich im Haus Masepa, einem durch den Architekten Andrei Melenski in klassizistischen Stil umgebauten Haus des ukrainischen Barocks vom Anfang des 18. Jahrhunderts im Kiewer Stadtteil Podil. Das Haus Masepa ist nach dem Hetman Iwan Masepa benannt und eines der wenigen Architekturdenkmäler, die den Großbrand in Podil von 1811 überstanden haben.